# Vilnopillea, Rujîn
Vilnopillea (în ucraineană Вільнопілля) este o comună în raionul Rujîn, regiunea Jîtomîr, Ucraina, formată numai din satul de reședință.

## Demografie
Componența lingvistică a comunei Vilnopillea
     Ucraineană (99,3%)
     Alte limbi (0,56%)
Conform recensământului din 2001, majoritatea populației comunei Vilnopillea era vorbitoare de ucraineană (99,3%), existând în minoritate și vorbitori de alte limbi.